# Herb McMath
Herb McMath é um ex-jogador profissional de futebol americano estadunidense

## Carreira
Herb McMath foi campeão da temporada de 1976 da National Football League jogando pelo Oakland Raiders.